# Elly Premsela
Elly Premsela (Assendelft, 29 oktober 1914 – Auschwitz, 11 februari 1944).
Premsela werd geboren als dochter van Bernard Premsela, huisarts, en Rosalie de Boers. De latere boekhandelaar Robert Premsela en de kunstenaar Benno Premsela waren haar broers. Vader Premsela was actief in de socialistische beweging en in de strijd voor geboortebeperking, Hij werkte als arts-consulent in het Dr. Aletta Jacobshuis en gaf lezingen over seksualiteit voor de radio.
Na de middelbare school in de Pieter Lodewijk Takstraat ging Premsela studeren aan de Nieuwe Kunstschool in Amsterdam, daar werkten toen meerdere leraren en leerlingen die uit Nazi-Duitsland gevlucht waren. Ook volgde ze een opleiding voor verpleegster. In de Tweede Wereldoorlog sloeg de armoe toe. Vader werd werkloos, want hij mocht als Jood geen niet-Joden behandelen, zijn dochter ging aan het werk als schoonheidsspecialiste waarvoor dezelfde beperkingen golden. Ze verdiende bij als lerares boetseren en tekenen. In december 1941 trouwde ze met de journalist Max Wessel.
Naarmate de bezetting van Nederland door nazi-Duitsland langer duurde nam de Jodenvervolging toe, daarom besloten de Premsela's onder te duiken. Vader en moeder bleven in Amsterdam, Elly en Max vertrokken naar de Zaanstreek. Beide stellen werden verraden. Het jonge echtpaar wist te vluchten, maar een korte terugkeer naar het onderduikadres werd hen noodlottig. Ze werden net als de onderduikverleners opgepakt. De laatsten kwamen weer vrij, maar Elly en Max gingen de gevangenis in en werden in december 1943 overgebracht naar kamp Westerbork. Verder transport werd (even) opgehouden, want in Westerbork heersten ziekten die de transporten blokkeerden. Op 8 februari 1944 werd het echtpaar Wessel op transport gesteld naar het vernietigingskamp Auschwitz waar ze direct na aankomst door middel van gifgas om het leven werden gebracht.